# Raba (Weichsel)

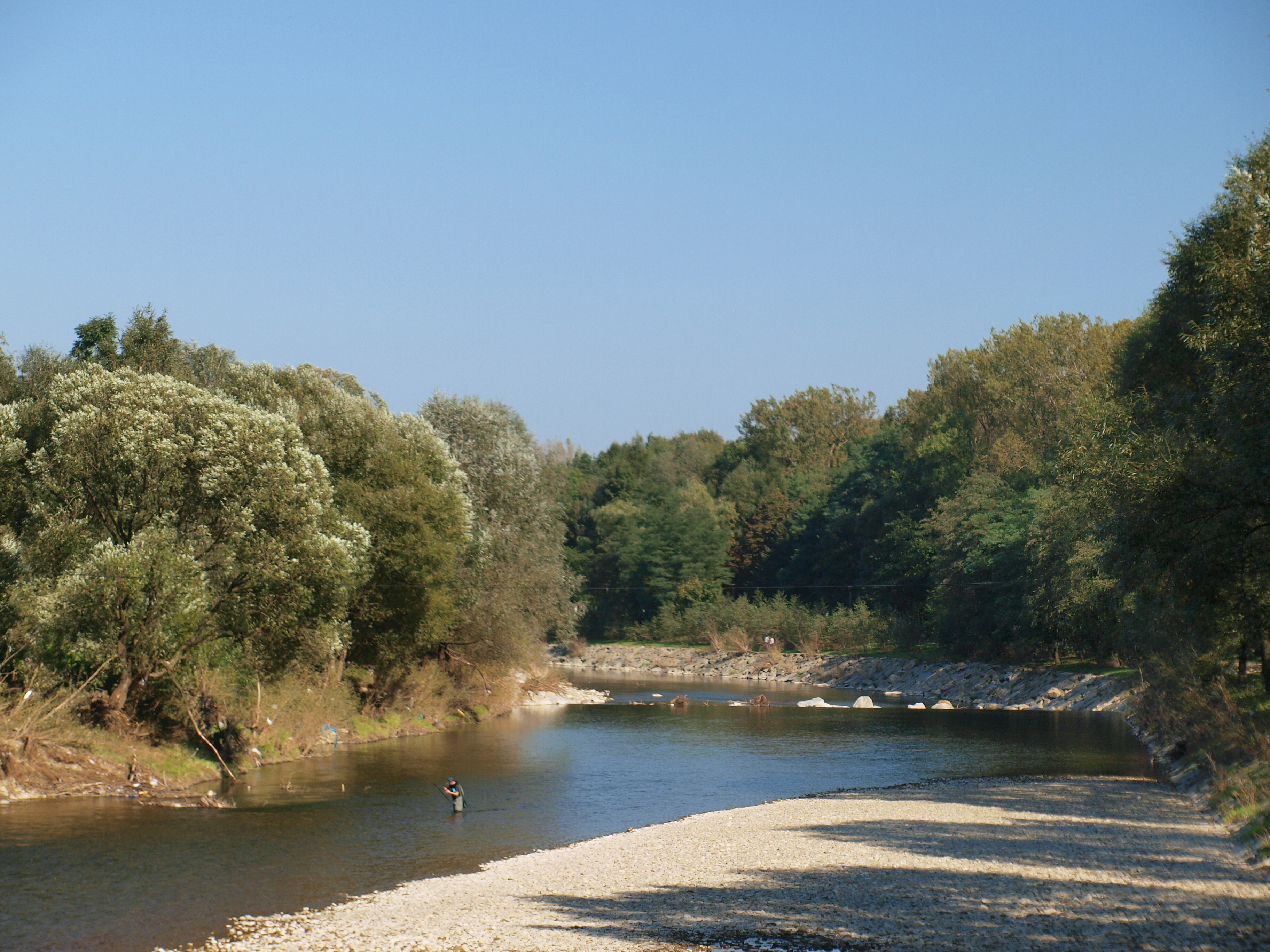
Die Raba in Myślenice

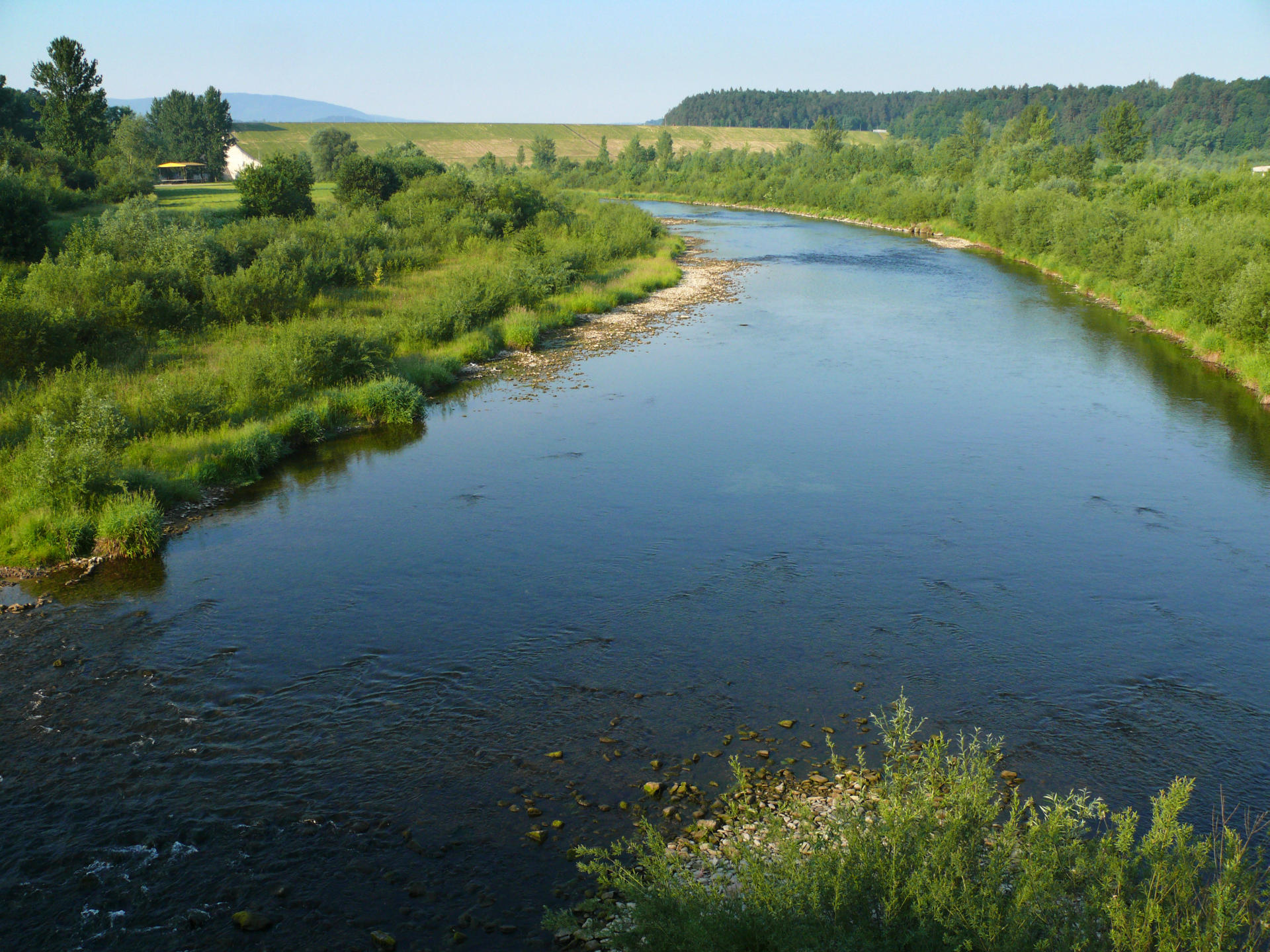
Die Raba in Dobczyce

Die Raba ist ein rechter Zufluss der Weichsel in Polen. Sie entspringt am Pass  Przełęcz Sieniawska in den Beskiden und verläuft in nordöstlicher Richtung über Rabka-Zdrój, Mszana Dolna, von dort nach Nordnordwesten nach Myślenice und von dort weiter nach Nordosten über Dobczyce und Bochnia bis zur Mündung in die Weichsel bei Uście Solne. Die Länge des Laufs beträgt 131,9 km. Ihr Einzugsgebiet wird mit 1537,1 km² angegeben.
Die Raba durchfließt oberhalb von Dobczyce den 10,7 km² großen Stausee Jezioro Dobczyckie.